# Tate-Shafarevich-Gruppe
In der Mathematik misst die Tate-Shafarevich-Gruppe das Scheitern des Lokal-Global-Prinzips für elliptische Kurven und allgemeiner abelsche Varietäten.
Für eine über einem Zahlkörper {\displaystyle K} definierte abelsche Varietät {\displaystyle A} wird die Tate-Shafarevich-Gruppe mit Ш(K,A) (gesprochen: Scha) bezeichnet.
Die Tate-Shafarevich-Gruppe ist eine abelsche Torsionsgruppe. Die auf John T. Tate und Igor Rostislawowitsch Schafarewitsch zurückgehende Tate-Shafarevich-Vermutung besagt, dass Ш(K,A) endlich ist.

## Scheitern des Lokal-Global-Prinzips
Für quadratische Formen gilt das Lokal-Global-Prinzip: Wenn eine über den rationalen Zahlen definierte quadratische Form {\displaystyle Q} Lösungen von {\displaystyle Q(x_{1},\ldots ,x_{n})=0} in allen {\displaystyle p}-adischen Vervollständigungen (einschließlich der reellen Zahlen für {\displaystyle p=\infty }) hat, dann hat sie auch Lösungen in den rationalen Zahlen. Dies gilt allgemeiner auch für Zahlkörper {\displaystyle K} und ihre Vervollständigungen {\displaystyle K_{v}}: Wenn es Lösungen in allen Vervollständigungen gibt, dann gibt es Lösungen in {\displaystyle K}.
Für elliptische Kurven und allgemeiner abelsche Varietäten gilt dieses Prinzip nicht.
Weil sich {\displaystyle K}-rationale Punkte auf einer abelschen Varietät {\displaystyle A} durch die Kohomologiegruppe {\displaystyle H^{1}(K,A)} beschreiben lassen, entspricht das Scheitern des Lokal-Global-Prinzips der Nicht-Injektivität von {\displaystyle H^{1}(K,A)\to \Pi _{v}H^{1}(K_{v},A)}, wobei das Produkt über alle Vervollständigungen {\displaystyle K_{v}} gebildet wird. Man definiert deshalb die Tate-Shafarevich-Gruppe als
{\displaystyle {\mbox{Ш}}(K,A)=\mathrm {ker} (H^{1}(K,A)\to \Pi _{v}H^{1}(K_{v},A))}.